# Rabbalshede marknad
Rabbalshede marknad, i Rabbalshede, Tanums kommun, i Bohuslän, är en av Sveriges äldsta ännu pågående marknader. Marknaden har anor från 1600-talet. Den hålls två dagar om året, en på våren och en på sensommaren och den har mellan 15 000 och 20 000 besökare varje gång. Antal knallar är cirka 250 stycken. Många kommer långväga ifrån, är trogna marknaden och återkommer år efter år.
Platsen för marknaden är Rabbalshede Gård, av äldre lokalbefolkning benämnd "Gamla Rabbalshede". Detta kommer sig av att när stationssamhället byggdes vid Bohusbanan övertog det namnet Rabbalshede.

## Historia
I början av 1900-talet var Rabbalshede marknad en s.k. hästmarknad, där handeln med hästar var dominerande. Det kunde då stå vagnslaster med hästar på järnvägsstationen. När hästens betydelse som dragdjur i jordbruket minskade, avtog även handeln med hästar.
Något som var riktigt populärt tidigare var dansen i parken på kvällen. Dessa danskvällar drog många danssugna besökare.
Under efterkrigstiden var Raymond Hanson under många år den legendariska utroparen av meddelanden i högtalarsystemet på marknaden. 
Länge hölls marknaden på den sista torsdagen i april och den tredje torsdagen i augusti. Från mitten av 1990-talet har dagarna ändrats då och då. De senaste åren har marknaderna hållits på Kristi himmelsfärdsdag och den tredje lördagen i augusti.